# Bert Duijker

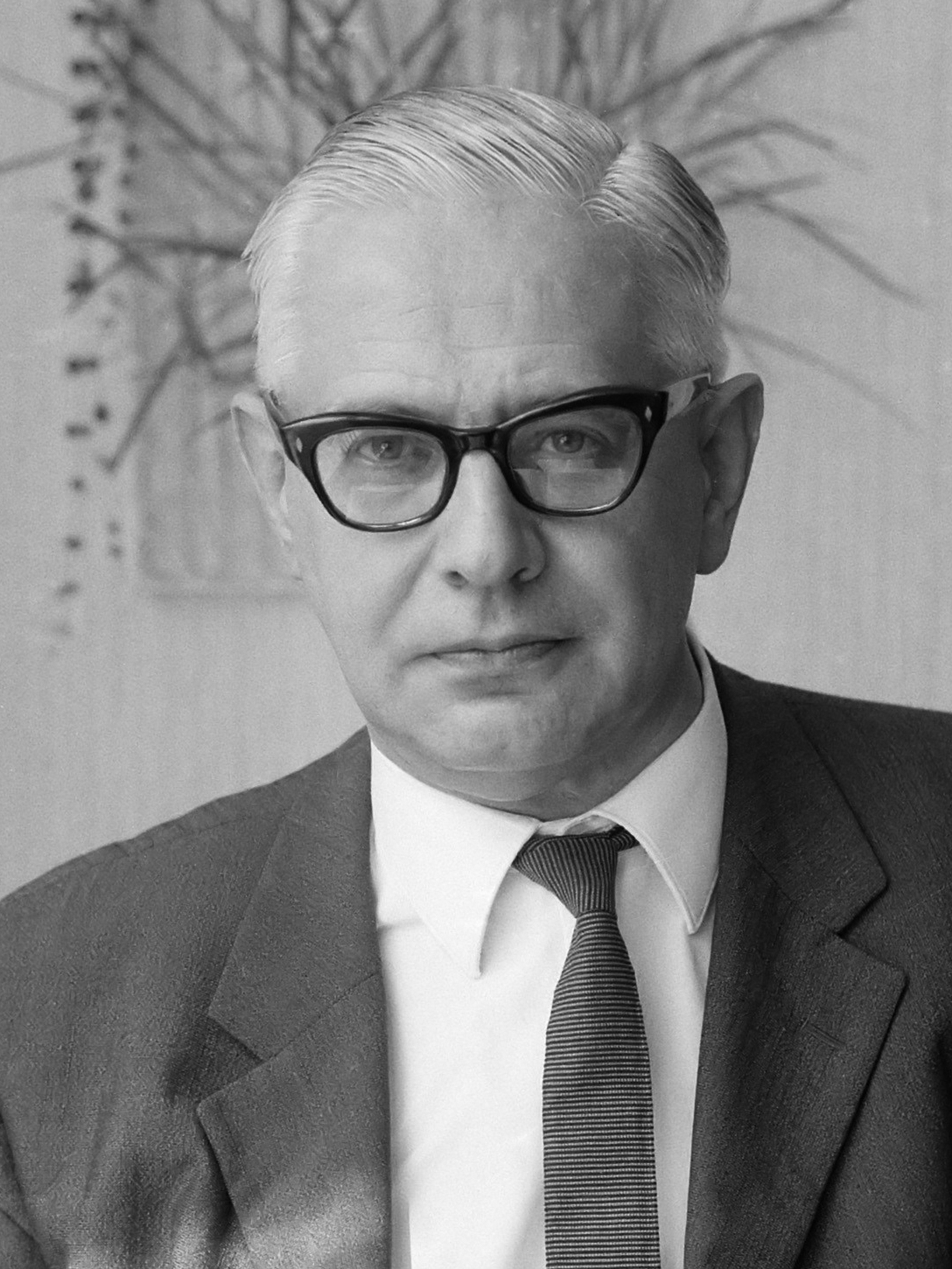
Bert Duijker

Hubertus Carl Johannes (Bert) Duijker (Leiden, 10 oktober 1912 – Amsterdam, 24 april 1983) was een van de eerste hoogleraren in de psychologie aan de Universiteit van Amsterdam. 
Bij zijn overlijden beschreef Nico Frijda Duijker in Folia Civitatis als de “vaderfiguur van de Amsterdamse psychologie”. Bert Duijker was de vader van de bekende wijnschrijver Hubrecht Duijker.

## Biografie
Bert Duijker (voornamen voluit Hubertus Carl Johannes) werd geboren als enig kind, zoon van een godsdienstleraar en ging eerst naar het gereformeerd gymnasium in Amsterdam om daarna wijsbegeerte te gaan studeren aan de Gemeentelijke Universiteit bij de door hem bewonderde H.J. Pos. Als bijvak deed hij psychologie bij de toen enige hoogleraar in dat vakgebied, G. Révész. In 1937 deed hij zijn doctoraal examen (cum laude) en werd assistent van Révész. In 1946 is hij gepromoveerd (alweer cum laude) op het onderwerp Taal en psychologische werkelijkheid. Extralinguale elementen in de spraak, werd hij eerst benoemd tot conservator van het Psychologisch Laboratorium, en in 1950 tot gewoon hoogleraar in de experimentele psychologie. Na het afscheid van Révész werd hij directeur van het Psychologisch Laboratorium dat vele jaren gehuisvest was in de twee grachtenpanden aan de Keizersgracht waarin tegenwoordig - na een inwendige verbouwing - het fotografiemuseum FOAM gevestigd is. Duijker bleef behalve de psychologie aanvankelijk ook de filosofie trouw, in het bijzonder de fenomenologie van Husserl en Merleau-Ponty. Generaties van studenten volgden zijn colleges hierover op de Oudemanhuispoort. In later jaren beperkte hij zich in zijn colleges meer en meer tot de sociale psychologie.
Toen Duijker in 1981 als hoogleraar afscheid nam, was het psychologisch lab al wel verhuisd naar het Weesperplein, maar nog niet naar de huidige locatie aan de Roetersstraat. Duijker was lid van de Koninklijke Nederlandse Akademie van Wetenschappen. Gedurende twintig jaar zijn ter ere van hem de zogenaamde “Duijker-lezingen” gehouden.

## Nevenfuncties
Duijker heeft naast zijn professoraat tal van functies vervuld, zoals het voorzitterschap van het Nederlands Instituut voor Psychologen van de redactie van het Nederlands Tijdschrift voor de Psychologie, van de boekenserie Psychologische Monografieën en van de  Raad voor beroepskeuze. Hij was honorair lid van de Association de Psychologie Scientifique de Langue Française en vicevoorzitter van het Executive Committee van de international Union of Scientific Psychologie.

## Publicaties
Duijker is vooral bekend geworden door zijn populariserend werk, waaronder het bekende Leerboek der Psychologie, door zijn talloze bijdragen aan encyclopedieën, waaronder in het door hem geredigeerde compendium Codex Psychologicus, en door enkele veel geciteerde artikelen. Zijn indeling in vijf hoofdgebieden van de psychologie, functieleer, methodenleer, ontwikkelingsleer, persoonlijkheidsleer en gedragsleer (sociale psychologie) is jarenlang richtsnoer geweest voor het benoemen van afdelingen en hoogleraren, niet alleen aan de UvA maar ook aan andere universiteiten. Bij zijn populariserend werk heeft Duijker intensief samengewerkt met de bekende psycholoog Piet Vroon.
Een selectie uit Duijkers geschriften :
- H.C.J. Duijker en N.H. Frijda (1960) National character and national stereotypes Amsterdam: North-Holland Publishing Co
- H.C.J. Duijker, P Fraisse, R Meili e. a. (1961) Les attitudes: symposium de l'Association de psychologie scientifique de langue française. Paris: Presses Universitaires de France.
- H.C.J. Duijker, B.G. Palland & R. Vuyk  (1968 ) Leerboek der psychologie  Groningen: Wolters-Noordhoff. 4e druk.
- H.C.J. Duijker  (1972)  – Menselijk geluk.  Rotterdam: Universitaire Pers
- H.C.J. Duijker en Maria J. van Rijswijk (1975) Trilingual psychological dictionary. (Voor de International Union of Psychological Science.)  Bern: Hans Huber Verlag
- H.C.J. Duijker (1979) De problematische Psychologie en andere psychologische opstellen. Inhoud: 1). Een sofist in de academie. 2). Nomenclatuur en systematiek der psychologie. 3). De ideologie der zelfontplooiing. 4). Norm en descriptie in de psychologie. 5). De problematische psychologie.  Meppel/Amsterdam: Boom
- H.C.J. Duijker (1980) Psychopolis. Een essay over de beoefening der psychologie. Deventer: van Loghum Slaterus
- H.C.J. Duijker, A.C. Dudink & P.A. Vroon (1981) Leerboek der psychologie  Groningen: Wolters-Noordhoff .
- H.C.J. Duijker & P.A. Vroon (1981) (Red.) Codex Psychologicus. Amsterdam/Brussel: Elsevier
- H.C.J. Duijker (1982) Schets van de psychologie. Alphen aan den Rijn: Samson